# Oroso

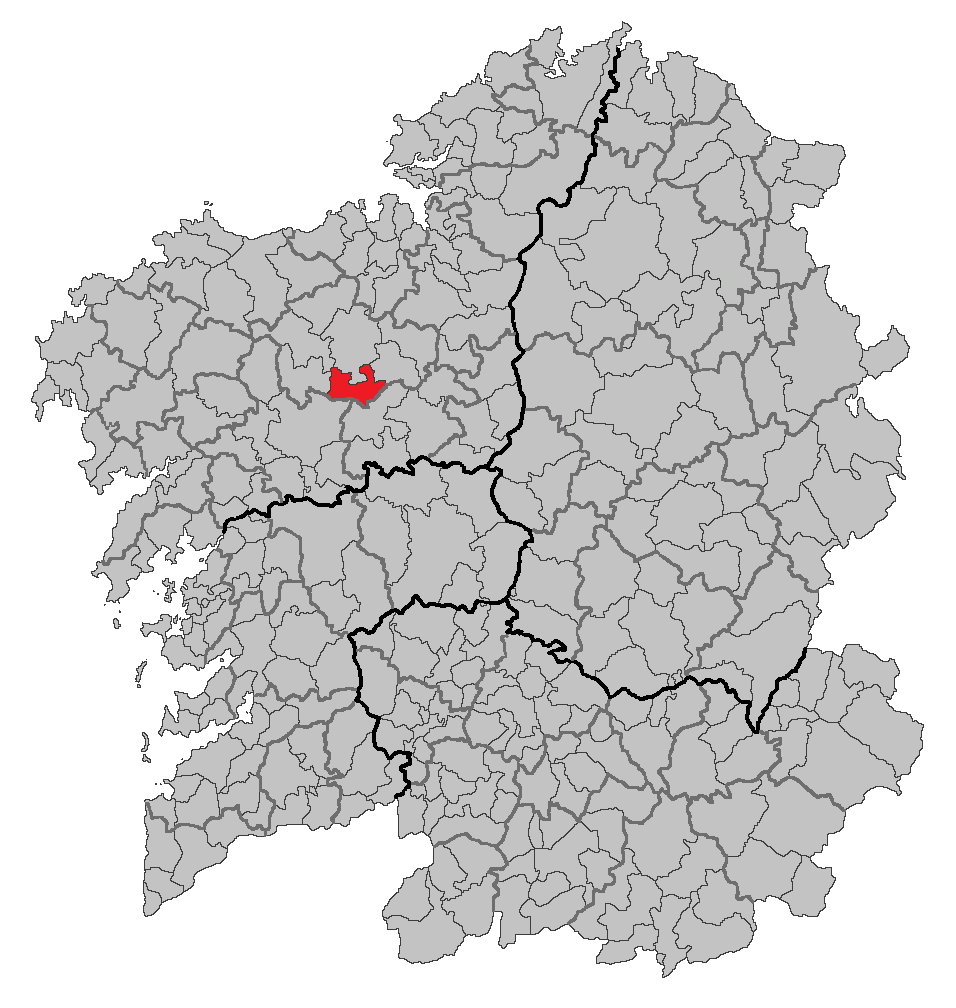
Localização de Oroso

Oroso é um município da Espanha na província 
da Corunha, 
comunidade autónoma da Galiza, de área 72,38 km² com 
população de 6554 habitantes (2007) e densidade populacional de 85,04 hab/km².

## Demografia
| Variação demográfica do município entre 1991 e 2004 | Variação demográfica do município entre 1991 e 2004 | Variação demográfica do município entre 1991 e 2004 | Variação demográfica do município entre 1991 e 2004 |
| --------------------------------------------------- | --------------------------------------------------- | --------------------------------------------------- | --------------------------------------------------- |
| 1991                                                | 1996                                                | 2001                                                | 2004                                                |
| 3779                                                | 4537                                                | 5530                                                | 6155                                                |